# Давка на стадионе имени Ленина (Хабаровск)

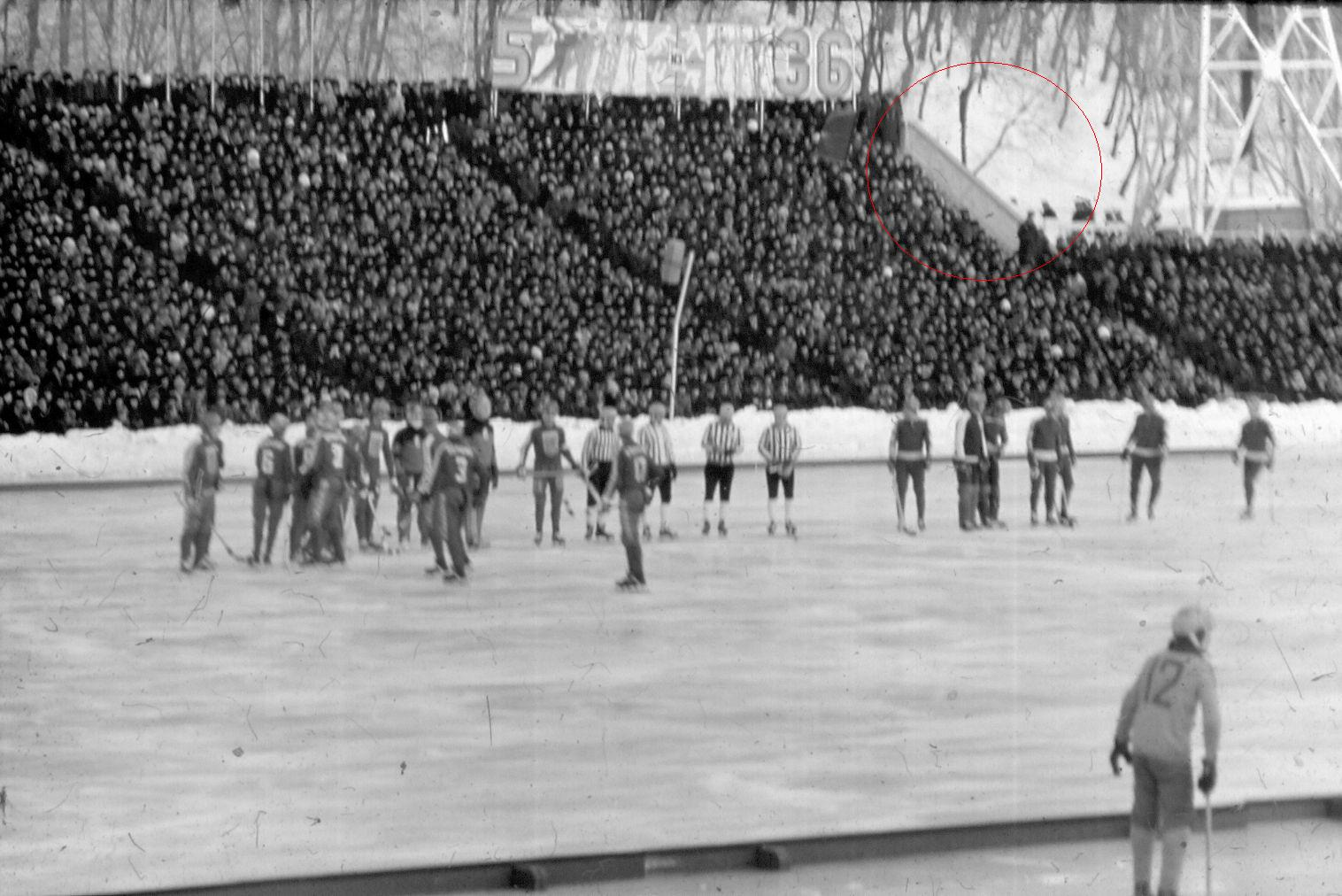
Хоккейный матч в декабре 1981 года.
Свободных мест нет.
Лестница с восточной трибуны отмечена окружностью красного цвета.

Давка на стадионе имени Ленина произошла 20 ноября 1982 года в Хабаровске после хоккейного матча вследствие недисциплинированности болельщиков и просчётов, допущенных при реконструкции стадиона.
В тот день местный клуб СКА-«Нефтяник» (Хабаровск) принимал хоккеистов клуба «Зоркий» (Красногорск). В чемпионате СССР по хоккею с мячом 1981/1982 СКА был серебряным призёром, а «Зоркий» — бронзовым. СКА выиграл у «Зоркого» со счётом 4:3.
После окончания матча при спуске с восточной трибуны комплекса на нижнем марше лестницы скопилось много людей, что привело к массовой давке. В результате инцидента погибло 19 человек и пострадало 49.

## Причины события

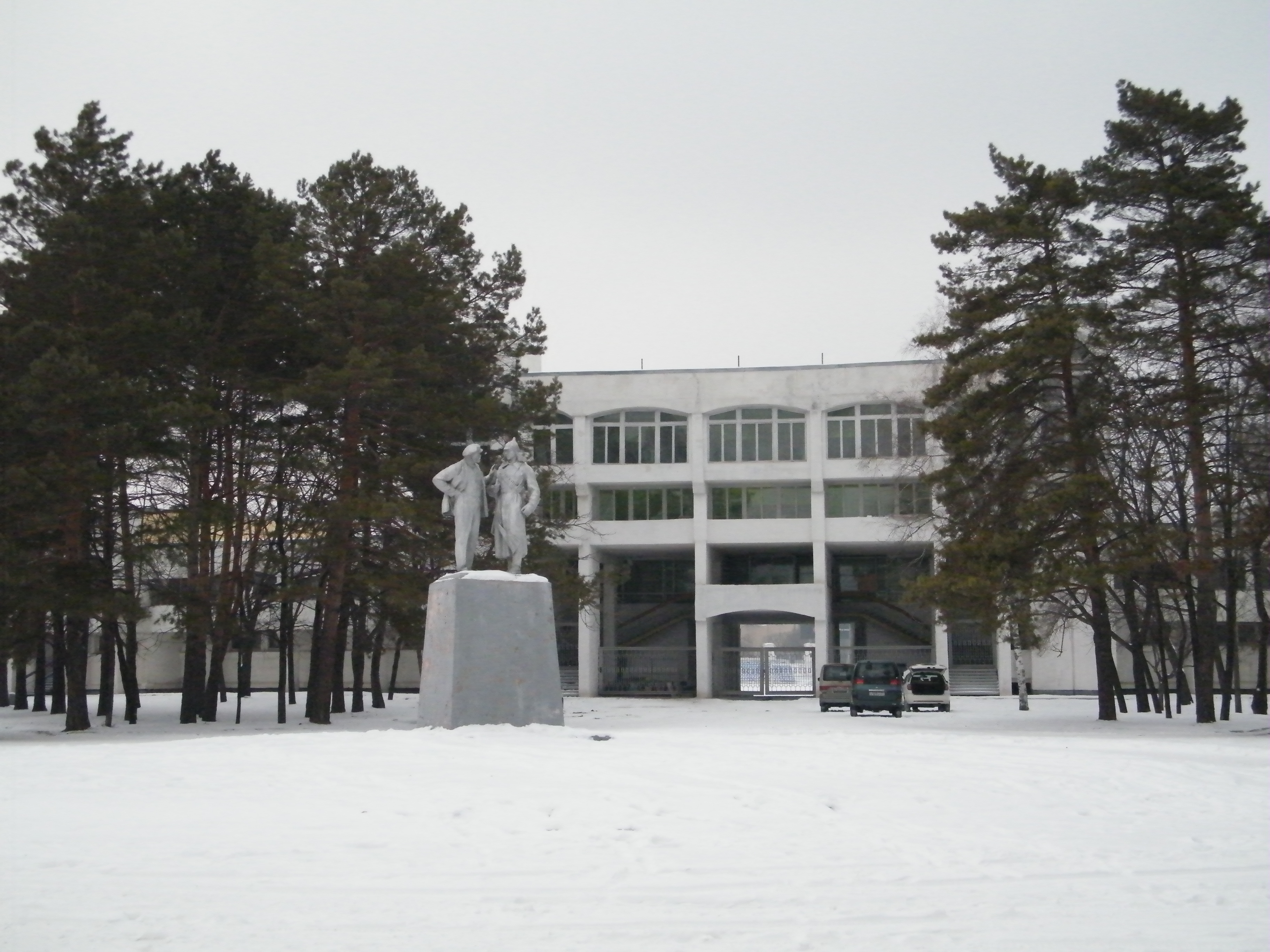
Южная трибуна, построена к 1981 году к Чемпионату мира.
По показаниям очевидцев, эти ворота были закрыты.

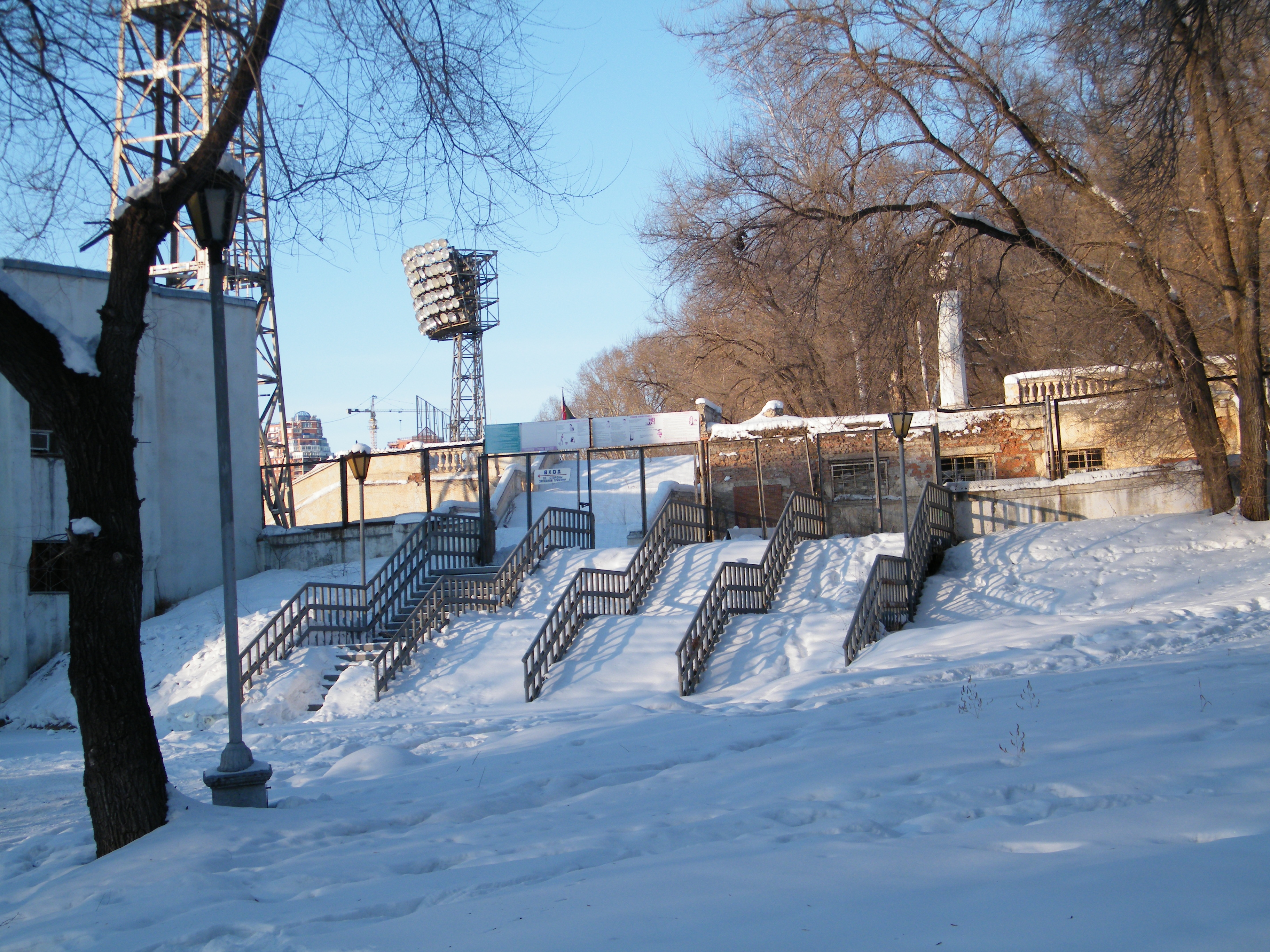
Лестница с восточной трибуны, современный вид.

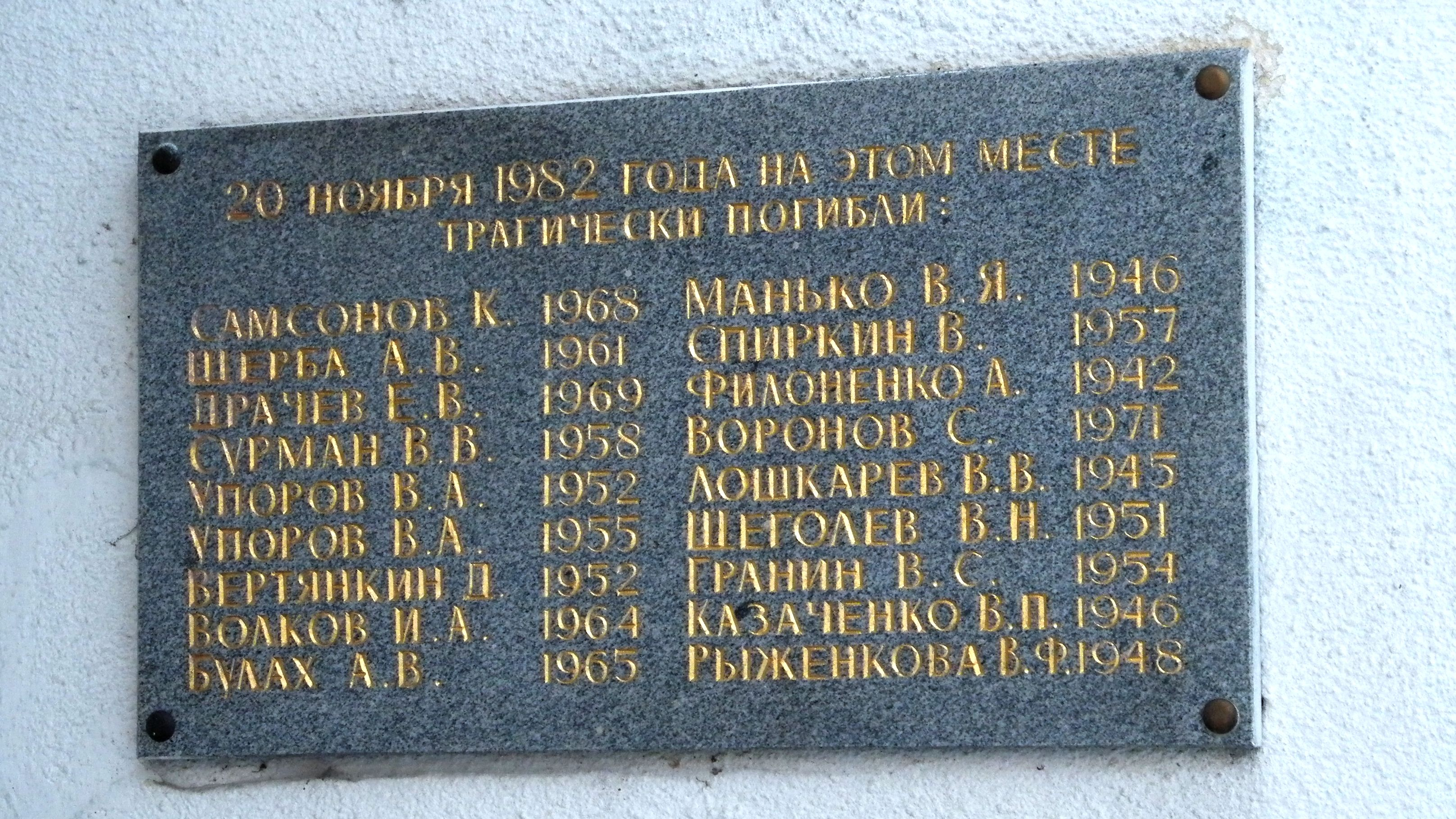
Памятная доска возле лестницы с именами 18 погибших. На доске в списке нет Петренко Н. К.

В 1979 году, в связи с проведением в Хабаровске Чемпионата мира по хоккею с мячом, была проведена первая реконструкция арены стадиона имени Ленина. После реконструкции вместимость стадиона составляла более 22 000 мест.

 В связи с расширением и переустройством южной трибуны, лестница, ведущая с восточной, на которой и произошла трагедия, была заужена в нижней части. Если вверху ширина лестницы составляла 6,7 метра, то внизу — чуть более четырёх, образуя смертельную, как оказалось, воронку.

Ступеньки были отделаны мраморными плитами, скользкими как лед даже при небольшом «минусе», не говоря уже о двадцатиградусных морозах. Отчасти они и стали причиной того, что некоторые люди, спускавшиеся в первых рядах, попадали, увлекая за собой остальных и образуя огромную кучу.— Забытая трагедия: «Хабаровскому кошмару» 30 лет. // [Степан Чаушьян, aif.ru]  (20 ноября 2012)
Из статьи «Тихоокеанская звезда»

 … Из уголовного дела № 705 «о чрезвычайном происшествии на стадионе им. В. И. Ленина в Хабаровске 20 ноября 1982 года»: «… В 21 час на нижнем марше лестницы, поскользнувшись, упало несколько человек. Под давлением плотного потока людей шедшие следом так же стали падать друг на друга, в результате произошло скопление упавших…».
На игре, согласно протоколу, присутствовали 18 тысяч зрителей. Но это только те болельщики, которые купили билеты. Однако на матче было немало «зайцев». Одни проникали на трибуны через забор, другие подтягивались ближе ко второму тайму, когда вход на стадион становился свободным.
Замечу, что в те годы хоккей с мячом вообще считался видом спорта № 1 в Хабаровске. А открытие чемпионата превращалось в настоящий праздник.
Порядка 7-8 тысяч находились на той самой «пролетарской», как её звали в народе, восточной трибуне, которые в итоге и оказались в эпицентре трагедии. Болельщики, наблюдавшие за матчем с запада, о ЧП узнали уже позже, поскольку покидали стадион с противоположной стороны.
Уместно напомнить, что за два года до описываемых событий стадион подвергся значительной реконструкции, проведенной в преддверии чемпионата мира по хоккею с мячом 1981 года. Возведение административного центра на южной трибуне вынудило строителей урезать лестницу, ведущую на «восточку».

Если ширина верхних пролетов лестницы осталась в допустимых мерами безопасности (6,7 метра), то нижняя часть в тот момент составляла всего 4,1 м. Таким образом, внешне лестница напоминала большую воронку. Более того, ступени были отделаны под мрамор". И без того скользкое покрытие даже при легком морозце превращалось в настоящий каток.— Хабаровская трагедия 1982-го. // [Дмитрий Иголинский, toz.su]  (18 ноября 2022)
Первые дни после случившегося информация в изданиях не публиковалась. Как вспоминал случившееся известный журналист Геннадий Гапонов, который тогда являлся спортивным обозревателем «Тихоокеанской звезды»:

 — Интернета в ту пору не было, поэтому о беде на стадионе я узнал лишь через сутки, в воскресенье, хотя на том матче присутствовал и даже написал о нём отчет. О происшедшем там, естественно, не было ни слова, поскольку я смотрел игру на западной трибуне и ушел домой сразу после встречи. Лишь на следующий день, будучи в гостях, услышал о ЧП на стадионе.
— Хабаровская трагедия 1982-го. // [Дмитрий Иголинский, toz.su]  (18 ноября 2022)
Репортаж о матче в «Тихоокеанской звезде» так и не был опубликован. Вместо него в разделе, где обычно печатались заметки о спорте, появилось сообщение под рубрикой «Происшествие».
«20 ноября после хоккейного матча на хабаровском стадионе имени В. И. Ленина при выходе зрителей в результате нарушения порядка движения людей произошел несчастный случай. Имеются пострадавшие. Проводится расследование обстоятельств происшествия».

## Воспоминания очевидцев
Георгий Кузнецов, пенсионер:
После той игры мы с друзьями не много задержались на трибуне. Решили подождать, когда пройдет основная масса людей. Двинулись, где-то минут через 10-15. Когда подошли к верхней лестнице, слева выбежал милиционер с бледным, перекошенным лицом, и закричал, что бы мы выходили в запасные ворота. Когда мы спустились - услышали крики. Прямо возле нас, за перилами, стоял мужчина. Он был весь посиневший, и кричал «Помогите!». Сначала ничего не поняли; даже смешно было. Потом сообразили, что что-то не так. Начали его вытаскивать… Когда вытащили, он уже не дышал. Начали делать ему искусственное дыхание – он пришел в себя. Потом мы ещё нескольких вытаскивали, пока нас не отогнали милиционеры…Моменты истории. Трагедия на стадионе им. Ленина /20 ноября 2011 (http://evshukin.blogspot.com/2011/11/blog-post_35.html)
Александр Першин, участник матча 20 ноября 1982 года, игрок хабаровского СКА:
После игры мы задержались в раздевалке. Настроение после трудной победы было приподнятым. А открыли дверь – и оказались в шоке. Пол в коридоре был устлан людьми. Некоторые из них стонали, другим было уже не помочь, но врачи двух команд делали все возможное и невозможное, пытаясь реанимировать пострадавшихМоменты истории. Трагедия на стадионе им. Ленина  /20 ноября 2011 (http://evshukin.blogspot.com/2011/11/blog-post_35.html)
Евгений Щукин, очевидец событий:
Я был на том матче с отцом и его друзьями. Сидели на восточной трибуне в паре секторов от того выхода. На десятом ряду. Матч интереснейший, болеть было классно. Накричались до хрипоты то восхваляя, то проклиная игроков. Взрослые отмечали каждый гол рюмочкой, да под хлеб с салом. Ну а "мелким" доставался чай из термоса. Голов было много и потому все конечно же накачались жидкостью к концу матча.

Всегда, с любого матча, уходили сразу и именно по «той» лестнице. Но в этот раз задержались, потому что мужики ... не всё допили. Когда же по рюмочке за победу было опрокинуто, то оказалось, что к выходу уже не подойти. Туда шла лавина народу, все с восточной трибуны. В толпу с маленьким сыном отец идти не решился и мы вышли спокойно через выход под табло. На следующий день, когда отец пришел на работу ему сказали: "Слава богу, что живой!!!"Моменты истории. Трагедия на стадионе им.Ленина  /20 ноября 2011 (http://evshukin.blogspot.com/2011/11/blog-post_35.html)

## Расследование
22 ноября 1982 года бюро Хабаровского краевого комитета КПСС рассмотрело инцидент, который «явился следствием того, что стадион не был должным образом подготовлен для проведения массовых спортивных мероприятий и не была обеспечена необходимая безопасность зрителей при массовом выходе со стадиона». Хабаровская краевая прокуратура возбудила уголовное дело.
Официальное следствие пришло к выводу, что причиной трагедии стало роковое стечение обстоятельств и несоответствующее поведение некоторых из пострадавших в сложившейся критической ситуации.
В 2017 году по запросу хабаровского СМИ «Дебри-ДВ», в военной прокуратуре Восточного военного округа сообщили: «Согласно материалам уголовного дела, 20 ноября 1982 года на нижнем лестничном марше стадиона им. В. И. Ленина г. Хабаровска произошел несчастный случай, повлекший массовое травмирование 49 граждан, 19 из которых погибли от телесных повреждений: Щерба А. В., Вертянкин Д. Н., Манько В. Я., Филоненко А. И., Воронов С. В., Петренко Н. К., Сурман В. В., Казаченко В. П., Волков И. А., Булах А. В., Щёголев В. Н., Упоров В. А., Упоров В. А., Граник В. С., Рыжикова В. Ф., Спиркин В. С., Самсонов К. Н., Ложкарев и Драчев (полные данные отсутствуют)», а уголовное дело № 705 «О чрезвычайном происшествии на стадионе им. В. И. Ленина в г. Хабаровске 20 ноября 1982 года» на 2017 год имеет гриф «секретно».

## Современное положение на стадионе и память

Центральная спортивная арена имеет симметричную планировку, имеется также вторая лестница с восточной трибуны, она сохранилась в первозданном виде. Этой лестницей тоже перестали пользоваться.

После давки был уволен начальник СКА А. А. Тур.
Нижний марш лестницы значительно расширен, установлены турникеты для разделения людского потока.
На южной трибуне стадиона возле лестницы установлена мемориальная доска с именами восемнадцати погибших.
Хабаровская команда по хоккею с мячом Спортивный клуб армии стала называться «СКА-Нефтяник», игры стали проходить на хоккейном поле стадиона Хабаровского нефтеперерабатывающего завода, а затем на арене «Ерофей».
На центральной спортивной арене играет только футбольный клуб «СКА-Энергия» и проводятся городские праздничные мероприятия.
На всех общественных мероприятиях порядок обеспечивают солдаты внутренних войск, курсанты Хабаровского высшего юридического института МВД РФ и Хабаровского пограничного института ФСБ России.